# Castelul Béldi Pál din Budila
Castelul Beldy Pál este un monument istoric situat în satul Budila, județul Brașov. Figurează pe noua listă a monumentelor istorice sub codul LMI: BV-II-a-A-11616.

## Imagini

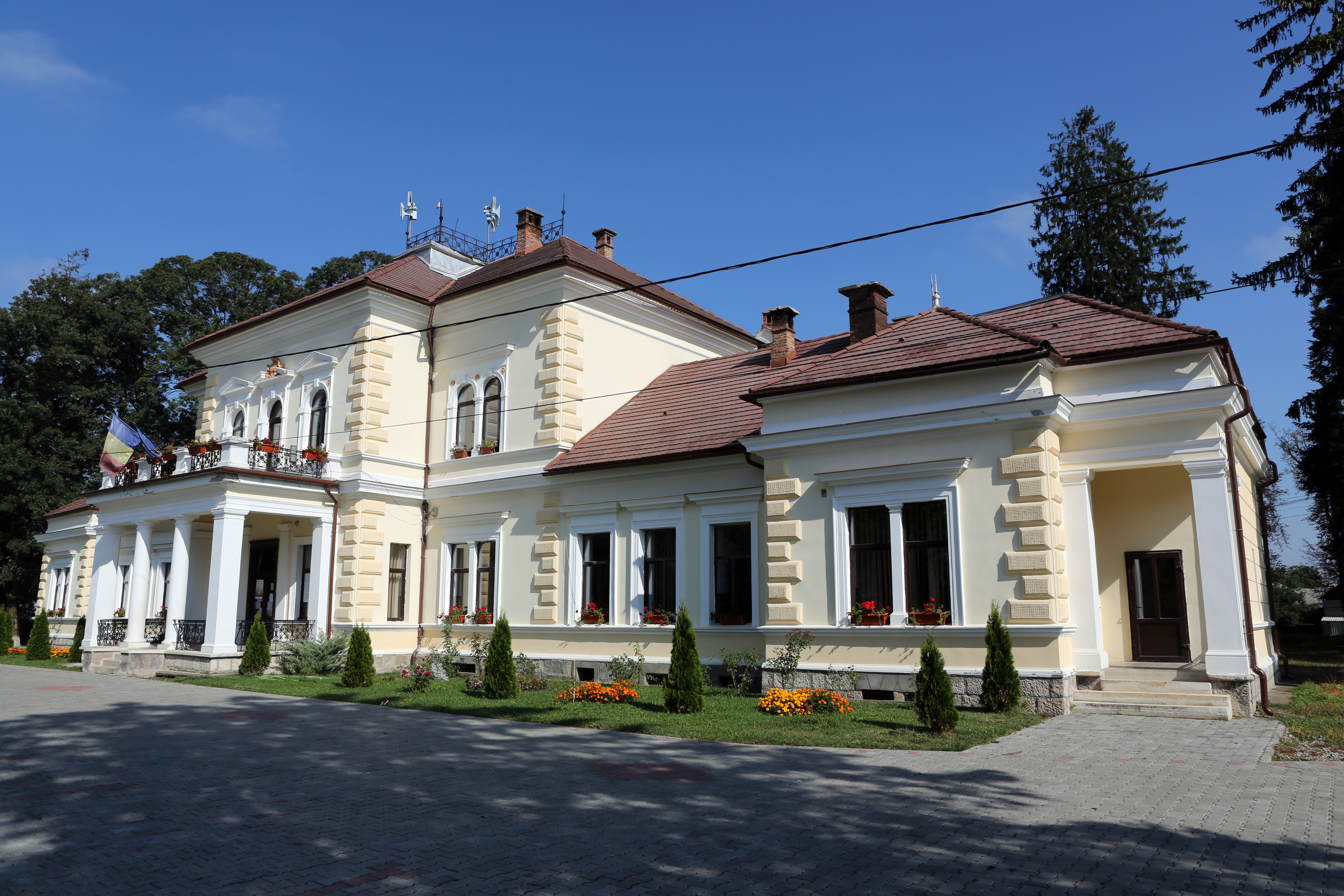
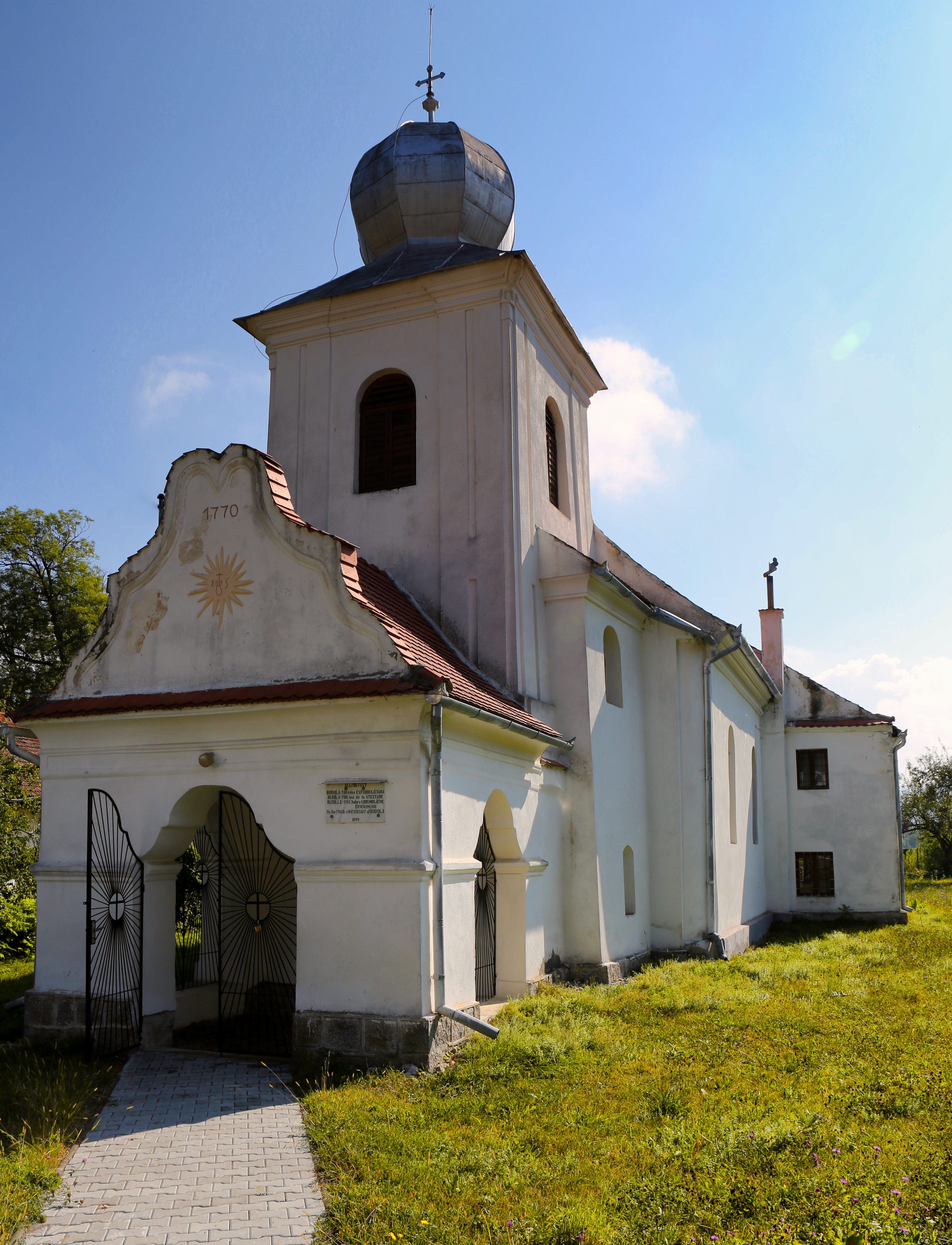